# Ciao.de
Ciao.de war eine Verbraucher-Online-Community innerhalb der LeGuide Group. In Großbritannien, Frankreich, Spanien, Italien und den Niederlanden gehörte Ciao zu den jeweils größten Shopping-Portalen.

## Geschichte
Das Portal wurde im Sommer 1999 von Frederick Paul, Max Cartellieri und Verena Mohaupt in München gegründet. Im November 1999 ging das Portal online. Im Februar 2000 fusionierte Ciao mit dem Mitbewerber Amiro.de. Der Hauptsitz des neuen Unternehmens Ciao GmbH wurde München. Über drei Kapitalrunden wurde Ciao durch die Risikokapitalgeber Wellington Partners, Index Ventures, Apax und Acton Capital Partners sowie verschiedenen Business Angels mit ca. 28 Millionen EUR finanziert.
Das Unternehmen beschäftigte in den sieben europäischen Vertretungen München, London, Paris, Madrid, Breslau (Polen) und Timișoara (Rumänien) über 220 Mitarbeiter.
Im April 2005 kaufte das amerikanische Online-Panel-Unternehmen Greenfield Online, Inc. (NASDAQ: SRVY) die Ciao AG für 154 Millionen USD.
Zum 1. Mai 2007 gliederte das Unternehmen die beiden Geschäftsbereiche „Ciao Comparison Shopping“ und „Ciao Surveys“ in eigenständige Unternehmen: zum einen das Online-Shopping-Portal Ciao in sieben Ländern und Sprachen, das Verbrauchermeinungen zu unterschiedlichsten Produkten und Dienstleistungen anbietet, zum anderen die Ciao Surveys GmbH, als Anbieter von Online-Umfragen und Dienstleister im Bereich Online-Marktforschung.
Der Umsatz 2007 betrug 67 Mio. USD.
Im Oktober 2008 übernahm Microsoft die Ciao GmbH für rund 486 Millionen USD, um das Angebot in den Bereichen Suche und E-Commerce in Europa deutlich zu erweitern. Max Cartellieri gründete 2008 das Expertennetzwerk AlphaSights.
Im März 2012 wurde Ciao durch die französische Unternehmensgruppe LeGuide Group übernommen, welches zuvor schon den Mitbewerber dooyoo.de gekauft hatte. Nach dem Ausscheiden von Corinne Lejbowicz übernahm Olivier Sichel die Geschäftsführung der Shopping Guide GmbH, die das Shopping-Portal Ciao in sieben Sprachen und Märkten betreibt, im Juli 2012.
Anfang 2018 wurde die Plattform vom Netz genommen. Die Berichte sind nicht mehr erreichbar. Mittlerweile ist eine Onlineshopsuchmaschine unter dieser Domain erreichbar.

## Angebot
Ciao.de bot Preisvergleiche zu über sechs Millionen unterschiedlichen Produkte und Dienstleistungen sowie einen Shopping-Ratgeber an, der aus über fünf Millionen von der Ciao Community verfassten persönlichen Erfahrungsberichten mit Produkten und Dienstleistungen bestand. Der weitaus größte Teil dieser Berichte befasste sich mit Lebensmitteln und Drogerieartikeln.
Als registrierter Benutzer konnte man anderen Benutzern mit eigenen Erfahrungen helfen, in der Community Bekanntheit erlangen und geringe Incentives erhalten. Die Mitglieder konnten ihre Erfahrungsberichte gegenseitig bewerten (besonders hilfreich, sehr hilfreich usw.) und hierdurch Punkte sammeln. Für die Erlangung eines hohen Status innerhalb der Community spielte nicht nur die Zahl und Qualität der Erfahrungsberichte eine Rolle, sondern vor allem der systematische Aufbau eines möglichst großen Freundeskreises, was am einfachsten durch großzügige Bewertung möglichst vieler fremder Erfahrungsberichte erreicht werden konnte. Die in einem Community-Newsletter von Ciao.de inzwischen offiziell gutgeheißene Praxis der „Leserunden“ dokumentiert das zum Selbstzweck degenerierte Schreiben, Lesen, Kommentieren und Bewerten von Erfahrungsberichten: Nicht die Weitergabe von Verbrauchererfahrungen, sondern ein möglichst hoher Status innerhalb der Community, verbunden mit möglichst hohen Vergütungen, stand für viele registrierte Benutzer im Vordergrund.
Verbraucherschützer warfen den Bewertungsportalen vor, dass Bewertungen von Produkten durch finanzielle Anreize nicht immer 100 % objektiv waren. Allerdings lag bei Ciao die erreichte Gesamtvergütung selbst für einen hochwertigen Erfahrungsbericht meist in der Größenordnung von 1 €, so dass dieses Argument für Ciao-Mitglieder nur in geringem Umfang zutraf.
Ab Mai 2007 agierte das Bewertungs- und Preisvergleichsportal Ciao.de unabhängig von dem Online-Marktforschungsunternehmen Ciao Surveys.

## Online-Befragungen
Seit 2001 bot Ciao neben dem Preis- und Produktvergleich auch eine Dienstleistung für Marktforschungskunden an. Zu diesem Zweck wurden die Ciao-Community-Mitglieder aufgefordert, sich in das Marktforschungspanel des Unternehmens einzutragen und damit die Möglichkeit zu erhalten, an Umfragen im Auftrag von Marktforschungsinstituten teilzunehmen.
Auch in diesem Bereich war es den Benutzern möglich, Geld zu verdienen. So lud Ciao seine Mitglieder, abhängig von ihren Interessen, in unregelmäßigen Abständen zu Umfragen von Partnern ein. Für das vollständige Ausfüllen dieser Online-Umfragen erhielt man meist Beträge zwischen 0,25 und 10,- Euro. Allerdings setzt dies voraus, dass die Teilnehmer in ein bestimmtes Profil passen, was ein vollständiges Ausfüllen des jeweiligen Fragebogens erst ermöglicht. Nur teilweise ausgefüllte Fragebögen wurden dagegen in der Regel nicht vergütet.